# Pseudocraspedosoma falteronense
Pseudocraspedosoma falteronense är en mångfotingart som först beskrevs av Manfredi 1951.  Pseudocraspedosoma falteronense ingår i släktet Pseudocraspedosoma och familjen Neoatractosomatidae. Inga underarter finns listade i Catalogue of Life.